# Брацигово
Брацѝгово е град в Южна България. Той се намира в област Пазарджик и е в близост до градовете Пещера и Кричим. Градът е административен център на община Брацигово. По данни на ГРАО към 15 март 2024 г. в града живеят 3800 души по настоящ адрес и 3912 души по постоянен адрес.

## География
Брацигово се намира в полите на Родопите, в котловина, която се проветрява на запад от Пещерската котловина и на север от Тракийската низина. Местният климат е мек и лютите студове и големи горещини са рядко срещано явление. Брациговци се радват на красива пролет и топла есен. Заради мекия климат в миналото основен поминък за населението е било отглеждането на маслодайна роза, която по качества не отстъпва на казанлъшката и карловската роза. Много хора продължават да отглеждат маслодайна роза, като основните пазари са Япония и Франция.

### Защитени територии и горски фонд
В землището на Брацигово се намират части от две защитени територии, които попадат в горския фонд и се стопанисват и опазват от ГС – Пещера:
- Защитена местност Атолука. Намира се в землището на Брацигово и Равногор и заема площ от 318,2 ха.
- Защитена местност Тъмра. Намира се в землището на Брацигово и Розово и заема площ от 537,3 ха.

## История

### Античност
При разкопките на една от могилите в местността Клисурата са намерени останки от тракийско погребение. При прокарване на шосето за село Равногор през 1924 година е открит зидан гроб. През 1926 година при строежа на железопътната линия Брацигово–Пещера, край местността Пърлеви чешми, са изкопани древни железни оръдия, наподобяващи сърпове. През 1928 година при каптиране на извора в местността Света Троица са намерени монети от IV век пр. Хр., както и монети от II и IV век.
От околностите на града произхожда единична находка на бронзова монета на тракийския град Одрюза (днешен град Пловдив), „Тип 2“ (ІІІ – ІІ век пр.н.е.), по класификацията на К. Кисьов – директор на РИМ – Пловдив, който се съхранява в частна колекция в Стара Загора
През 46 г. пр.н.е. римският император Клавдий покорява траките и превръща земите им в провинция Бесика. Римляните постепенно ги приобщават към своята култура, като строят пътища, сгради и други. Така например, местността Въртян камен е осеяна от стари зидове. Има много бели камъни, чужди по произход на местността. Тук са изровени сечива, монети, глинени гърнета, кюпове и др. съдове. През 1927 година е намерена бронзова статуетка на Атина Палада в местността Лупово. До местността Въртян камен е прокаран калдъръм, поради което местността се нарича Друма. А местността Кръстец е останала с името си като кръстопът на римски пътища. От римско време е местността Банището, сега минерален извор на Брацигово. Наследство от римско време е и рударството. В местността Барутчийницата има запазени дебели слоеве от сгурия – белег за топени руди и метали.

### Средновековие
През 578 г. славяните окончателно се настаняват на Балканския полуостров. Край Брацигово има местност Драгуница, за която се предполага, че носи името на славянското племе драговичи. Но е твърде вероятно етимологията на името на местността да е от по-ново време – резултат от думата „драгун“ – „войник“; „кавалерист“ (във Франция, Русия и Германия от Средновековието до Втората Световна война). Също така е възможно името на местността да произлиза и от наименованието „драгунка“ – „сорт синя слива“ (1. Вид синя слива с продълговати плодове; тургун, драгунка.: От лявата страна на дядовата Либенова къща се намира една твърде голяма градина, която е пълна до най-крайната степен със сякакви плодовити и неплодовити дървета: ябълки, круши, дренки, череши., праскови, сливи, драгуне. Л. Каравелов, Съч. II, 31; 2. Плодът на това дърво; драгунка (Н. Геров, РБЯ). – От тур. dargun.).

### Преселение на костурчани
Около 1770 или в 1791 година много жители на костурските села Слимница, Омотско и Орешец се изселват в Брацигово поради притеснения от страна на албанското население. Омотчани, слимничани и орешчани пристигат в Пещера с цялото си движимо имущество и добитък и започват да обикалят околните села Брацигово, Козарско, Кричим и Перущица, за да си намерят място за заселване. Слимничани са бичкиджии, омотчани – дюлгери, а орешчани – занаятчии: бояджии, сапунджии, шарлаганджии, бъчвари и джамбази. Заселват се в Брацигово, където няма турци. Девет слимничани се заселват в Перущица, част от омотчани – в Козарско и част от омотчани и орешчани остават в Пещера, където образуват Габер махала. Наследственият аянин на Татарпазарджишка каза Хасан бей Гаванозоолу им позволява да се заселят в Брацигово и да избегнат задължителната за българчетата работа на чалтиците в замяна на ежегодна дюлгерска работа на седемте му чифлика. В Брацигово омотчани, най-многочислени от преселниците, се заселват в северната част на селото и образуват Омотската махала. Слимничани се установяват в източната, а орешчени, най-малобройните, по средата на селото. По-малък брой преселници има от Нестрам, Радигоже, Куманичево, Яновени.
От Слимница произлизат брациговските родове Кънчеви, Янкови, Ликоманови, Шишкови, Троянови, Ценови, Сокерови, Търпоманови, Терзикини, Прекумови, Чомпалови, Джамбазови, Дългъчеви, Петлешкови, Вълеви, Недялкови, Кьослеви, Чомови. От Орешче са Драгови, Гюлеметови, Велчеви, Ставреви, Златкови, Барбови, Анастасови, Бъндеви, Василеви, Тилеви, Баджарови, Клянчеви, Гилини, Бозови. Оттук са видните майстори Петко Боз, Никола Гюлеметов и Клянчо, които вземат участие при възобновяването на Рилския манастир в 1816 година. От Омотско произлизат брациговските родове Зогови, Гюрови, Дукови, Йоргови, Дамови, Мишекопаранови, Арнаудови, Филеви, Андрееви, Цойкови, Бурови, Къневи, Шаваникови, Цапкови, Мишеви, Сидерови, Чокови, Серафимови, Глухчеви, Дюнкови, Демиреви, Нанови, Недялкови. От Стенско са Чулкови и Рашайкови, от Долни Несрам – Тодовичини, от Горни Несрам – Дишлянови, от Долно Куманичево – Стоицови, Керини и Божкови, от Костур – Дамянови и Костови и от Смърдеш – Рамбови.
Местното население мърваците и преселниците македонски българи, наричани арнаути живеят отделно и не се сродяват дълги години. Мърваците продължават да се занимават с рударство и коларство (арабаджийство), македонците се ориентират към Татар Пазарджик, Пловдив и околните села, където започват да строят къщи, църкви, джамии, мостове, кули. Дейността им се разширява по-късно към Стара Загора, Карлово, Казанлък, Сливен, Котел, Айтос, Анхиало, Одрин, Цариград и в Северна България – Трявна, Търново, Дряново, Шумен и дори отвъд Дунава.
Преселението на македонските българи се отразява благоприятно върху икономическото развитие на Брацигово, тъй като води до засилване на икономическите контакти. Постепенно селото се изпълва с масивни, изградени от дялани камъни къщи с мазгали (бойници), по на два-три етажа.

### Априлско въстание
Според свидетелства на посетили Брацигово през 1861 година американски мисионери, то има 2 хиляди жители българи.
На 3 май (21 април – стар стил) 1876 г. Васил Петлешков обявява начало на Априлското въстание в Брацигово. Сражението в Брацигово е едно от най-кръвопролитните, но въстанието е потушено, а Васил Петлешков заловен жив и измъчван до смърт.

### В България
В 1895 година в града се създава комитет на Македонската организация, начело с Иван Гачев. През юли 1895 година Гачев информира Македонския комитет, че в града има 200 доброволци за четите. На 21 юни 1899 година в Брацигово е основано дружество „Васил Петлешков“ на Македонската организация с пръв председател Иван Гачев, секретар Петър Грънчаров и касиер Иван Иремиер.
Брацигово е град от 1892 година, а от 1977 година става и общински център. На 20 януари 1897 година местен комитет инициира създаването на паметник по случай годишнината от Брациговското въстание от 1876 година.
При избухването на Балканската война в 1912 година 5 души от Брацигово са доброволци в Македоно-одринското опълчение.
През 1933 Брацигово получава одобрение за финасиране от държавния фонд Кооперативни строежи на народни училища.

## Население
Численост на населението според преброяванията през годините:
| \| Година на преброяване \| Численост \| \| --------------------- \| --------- \| \| 1934 \| 3251 \| \| 1946 \| 3418 \| \| 1956 \| 4200 \| \| 1965 \| 5082 \| \| 1975 \| 5539 \| \| 1985 \| 4991 \| \| 1992 \| 5071 \| \| 2001 \| 4815 \| \| 2011 \| 4146 \| \| 2021 \| 3902 \| |           |
| Година на преброяване | Численост |
| 1934 | 3251      |
| 1946 | 3418      |
| 1956 | 4200      |
| 1965 | 5082      |
| 1975 | 5539      |
| 1985 | 4991      |
| 1992 | 5071      |
| 2001 | 4815      |
| 2011 | 4146      |
| 2021 | 3902      |

Етническият състав включва 3409 българи и 377 роми.

## Религии
Населението в града е източноправославно.
Градът се слави с най-високата православна камбанария на Балканския полуостров, която се намира в църквата „Свети Йоан Предтеча“. Построена е през 1884 – 1886 година от майстор Иван Драгов и е с височина 35 метра.
В района на град Брацигово има 14 параклиса:
- „Свети Атанасий“
- „Свети Тодор“
- „Свети Георги“
- „Успение Богородично“
- „Света Марина“
- „Свети апостоли Петър и Павел“
- „Възкресение Господне“
- „Покров Богородичен“
- „Въздвижение на Светия Кръст“
- „Света Петка“
- „Свети Йоан Рилски“
- „Свети архангел Михаил“
- „Свети Стилян“
- „Света Троица“ (построен на мястото на стар манастир)

Храмове е имало и в местностите „Свети Илия“ и „Свето Преображение Господне“.

## Икономика
Действащите фирми на територията на община Брацигово са около 40. Основните отрасли на промишлеността, развивана от предприятията на територията на общината, са:
- Шивашка промишленост,
- Дървообработваща промишленост. В общината съществуват няколко дървообработващи предприятия, специализирани в производството на дограма, дървени сглобяеми къщи, дървени палети, различни дърводелски услуги, мебели и др.
- Хранително-вкусова промишленост,
- Добивна, строителна и занаятчийска промишленост.

## Култура
Забележителности
- Паметници от римската епоха са крепостта от XII век „Ватрахокастрон“ край Брацигово и много мостове, римски пътища и светилища.
- Градски исторически музей, в който се съхраняват много снимки и документи, вещи и оръжие, проследяващи историята на селищата и борбите на техните жители по време на Априлското въстание. Музеят е част от Стоте национални туристически обекта.
- Паметник на Васил Петлешков на лобното му място.
- Дамова къща – паметник на културата и туристически комплекс.
- Народно читалище „Васил Петлешков – 1874“, основано през 1874 г. със средства на Васил Петлешков
- Етнографска експозиция – забележителен архитектурен паметник, в който са представени занаяти: розопроизводство, кацарство, тъкачество и др.
- Експозиция „Брациговска архитектурна школа“ представя дейността на брациговските майстори в Османската империя.
- Експозиция в родната къща на Васил Петлешков.
- Брациговска църква, строена през 1831 г.
- Културен дом, строен през 1956 г.

Редовни събития
- 12 май е Празник на града, на който се чества годишнина от Априлското въстание.

## Личности
Родени в Брацигово
- Тодор Стоянов Чомов (1857 в Брацигово – 27 април 1923 в Брацигово), участник в Руско-турската война (1877 – 1878), награден с Георгиевски кръст и със сребърна чаша от цар Николай II, един от спасителите на Самарското знаме в боя при Стара Загора.
- Борис Вукмирович (1912 – 1943), югославски партизанин
- Васил Петлешков, водач на Априлското въстание в Брацигово
- Георги Петрович, търговец в Браила
- Пейо Мишев, професор-хирург
- Георги Ангелов Глухчев (1 декември 1902 – 28 август 1944), български комунист по произход от Омотско; роден в Брацигово; секретар на БКМС в Брацигово от 1919 година; участва в подготовката на въстание през лятото на 1923 година и в състава на Брациговската чета се сражава с войска на 17 септември 1923 година край Брацигово; след разгрома на Септемврийското въстание е арестуван заедно с още 12 души и отведен за разстрел, ранен успява да избяга и през Югославия заминава за СССР; завършва више образование и на партийна работа; на път за България в групата на Станке Димитров загива в самолетна катастрофа край Брянск[18]
- Георги Янков, капитан I ранг от Военноморските сили
- Димитър Гилин, генерал, началник Гранични войски
- Димитър Попов (1919 – 1989), партизанин и генерал-лейтенант
- Данаил Юруков, кмет на Пловдив 1894 – 1897 г.
- Христо Мишев, кмет на Пловдив 1979 – 1986 г.
- Георги Юруков, книгоиздател
- Кирил Гюлеметов (1938 – 2001), художник
- Иван Тошков, художник
- Йордан Георгиев, български революционер от ВМОРО, четник на Петър Радев – Пашата[19]
- Георги Кьосеилиев, художник
- Димитър Иванов Гачев, музиковед, литературовед и преподавател в Ленинградската музикална академия. Загива в Колима по време на сталинските репресии.
- Димитър Гачев Янъков (1856 – 1941), юрист, следвал право в Екс ан Прованс, Франция, бил е помощник кмет на Софийската община, първи Софийски държавен адвокат (главен прокурор) от 30 декември 1918 г. до 29 март 1928 г.
- Димитър Михайлов Гачев (1897 – 1990), роден в Брацигово, секретар на секцията на четвъртия интернационал – троцкисткия, за дейността си след 9.ІХ.1944 г. прекарва 15 години в лагери и затвори
- Петър Димитров Гачев (1911 – 1973), художник; син на Димитър Гачев Янъков; следвал архитектура в „Академия Албертина“ в Торино, Италия, един от основоположниците на пространствения дизайн в България
- Георги Гачев (1929 – 2008); син на Димитър Иванов Гачев; литератор, културолог и философ, живял в Москва, лауреат на високата премия Паисий Хилендарски, почетен доктор на Търновския университет
- Петър Батаклиев, актьор и режисьор, преподавател в Театралната академия в Монреал, Канада
- Данаил Търпоманов, заместник кмет на Пловдив
- Ангел Шишков,

професор в НСА
- Никола Генчев, генерал, изтъкнат пълководец от II световна война, а след 9.IX.1944 г. – затворник в Белене
- Васил Батаклиев, неврохируг
- Данаил Търпоманов-старши, почетен директор на гимназия „Светлозар Попов“ (понастоящем „Цар Симеон Велики“)
- Георги Демиров, изтъкнат агроном и виден общественик
- Никола Троянов (поп Сокол), свещеник, председател на революционния комитет в Брацигово по време на Априлското въстание
- Слави Боянов (1915 – 2011), роден в Брацигово, философ, писател, дисидент
- Страшимир Димитров Димитров Мишекопаранов, български комунист, роден на 20 юли 1904 година, член на БКМС от 1921 година, в СССР от 1925 година, член на ВКП (б) от 1926 година, арестуван през 1937 година в Ленинград, загинал, посмъртно реабилитиран с решение на Военната колегия на Върховния съд на СССР, 4 април 1956 година[20]
- Филип Георгиев (Боревич) Кьсейлиев (1847, Брацигово – 1897, Брацигово), български опълченец, на 7 май 1877 година постъпва като доброволец във II рота на II дружина на Българското опълчение, уволнен на 24 юни 1878 година, след войната работи като кръмар в Брацигово,[21]
- Христо Траянов (1926 – 2015), писател, журналист, издател, ветеран от II световна война
- Христо Гюлеметов – Бонбона (1899 – 1924), комунистически деец
- Христо Гюлеметов – Чибис (1885 – 1956), български комунист

Починали в Брацигово
- Симеон Мисов (1870 – 1940), български революционер

## Други
На Брацигово е наречена улица в квартал „Хаджи Димитър“ в София (Карта).